# Насеље Земунске капије
Насеље Земунске капије је стамбено-пословни комплекс у изградњи који настаје на простору бивше касарне „Алекса Дундић“ у Земуну.

## Име насеља
Именом Земунске капије, Грађевинска дирекција Србије која гради овај стамбено-пословни комплекс желела је да сачува од заборава део историје вишевековног Земуна, који је на историјском плану некада, имао 12, данас заборављених капија, које су представљале улаз у Земун, али и улаз у Аустро-угарско царство. Верује се да су делови тих капија после рушења узидани у неке од земунских кућа, па су на тај начин оне наставиле свој живот. 

## Положај и пространство
Стамбено – пословни комплекс, Насеље Земунске капије административно припада општини Земун. Омеђено је улицама Цара Душана, Задужбинском, Шумадијском и Филипа Вишњића.
Када буде окончана његова градња инфраструктура насеља простираће се на површини од око 6 хектара. Имаће 8   објеката са укупно 1.700 станова, различитих структура, од једнособних до четворособних, квадратуре од 31 м²  до 93 м², односно 200.000 м²  стамбено − пословног простора.
У подземним етажама објеката су гаражна места, а у партеру око објеката паркинг места и саобраћајнице. Приземље појединих објеката предвиђено је за бројне комерцијалне садржаје.
У комплексу су планиране три уређене парковске површине са дечјим игралиштима и мобилијаром и простором за одмор и рекреацију.
Централни трг унутар насеља је замишљен као пешачка зона опремљена атрактивним мобилијаром и расветом, као и бројним комерцијалним садржајима (ресторани, кафићи, радње).
- Део насеља (фебруар 2021.)
- Објекат Е
- Објекат Е
- Објекти Е, Ц и Д (десно) и објекти Х и Г (лево)
- Објекати Х и Г

## Ток градње
До фебруара месеца 2021. од 8 планираних објеката изграђено је 6 објеката (означених словима Ц, Д, Е, Ф. Г,  Х).  Већи део ових објеката је усељен а други део ће то бити  до почетка пролећа 2021. Око свих завршених објеката урађена је пратећа инфраструктура, а отворено је и неколико локала у објекту Е.
Градња два објекта (означених словима А и Б још није започела).
2020. година
2021. година

## Саобраћај
Насеље Земунске капије преко уређених саобраћајница унутар насеља, саобраћајно је повезано и са свим деловима Земуна и Београда, преко улице Цара Душана, Угриновачке, Аутопута Београд − Нови Сад и Аутопута Земун − Панчево (преко Пупиновог моста).
Са осталим деловима Земуна и Београда насеље је повезано аутобуским линијама 17, 45, 83, 84, 85, 612, 704Н, 706Е, 707.